# Sus scrofa ussuricus
Sus scrofa ussuricus is een ondersoort van het wild zwijn, die voorkomt in het oosten van China en rondom de Oessoeribaai en de Amoerbaai.
Het is de grootste ondersoort van het wild zwijn en heeft meestal donker haar en een witte band die zich uitstrekt van de mondhoeken tot de oren. De traanbeenderen zijn verkort, maar langer dan de ondersoort S.s. sibiricus.